# Fissidens ah-pengae
Fissidens ah-pengae là một loài Rêu trong họ Fissidentaceae. Loài này được Brugg.-Nann. mô tả khoa học đầu tiên năm 2009.